# اچ‌ام‌اس ویلتون (ام۱۱۱۶)
اچ‌ام‌اس ویلتون (ام۱۱۱۶) (به انگلیسی: HMS Wilton (M1116)) یک کشتی بود که طول آن ۱۵۳ فوت (۴۷ متر) بود. این کشتی در سال ۱۹۷۲ ساخته شد.